# Liste der Kulturdenkmäler in Nochern
In der Liste der Kulturdenkmäler in Nochern sind alle Kulturdenkmäler der rheinland-pfälzischen Ortsgemeinde Nochern aufgeführt. Grundlage ist die Denkmalliste des Landes Rheinland-Pfalz (Stand: 8. Dezember 2023).

## Denkmalzonen
| Bezeichnung                    | Lage                                | Baujahr                | Beschreibung                                                           | Bild                           |
| ------------------------------ | ----------------------------------- | ---------------------- | ---------------------------------------------------------------------- | ------------------------------ |
| Denkmalzone Jüdischer Friedhof | westlich des Ortes am Waldrand Lage | spätes 18. Jahrhundert | etwa 25 Grabsteine, spätes 18. Jahrhundert bis 1936, eine Gedenkplatte | weitere Bilder Fotos hochladen |

## Einzeldenkmäler
| Bezeichnung         | Lage                        | Baujahr                  | Beschreibung | Bild            |
| ------------------- | --------------------------- | ------------------------ | --- | --------------- |
| Evangelische Kirche | Hauptstraße 23 Lage         | 1892                     | neugotischer Saalbau, 1892 | Fotos hochladen |
| Scheune             | Hauptstraße, zu Nr. 34 Lage | 1877                     | Fachwerkscheune, bezeichnet 1877 | BW              |
| Wohnhaus            | Langgasse 12 Lage           | 17. Jahrhundert          | Fachwerkhaus, teilweise massiv, 17. Jahrhundert                                                                                            | BW              |
| Wohnhaus            | Langgasse 13 Lage           | 18. Jahrhundert          | Fachwerkhaus, 18. Jahrhundert, Gesamtanlage mit Fachwerkscheune und Schuppen                                                               | BW              |
| Wohnhaus            | Langgasse 14 Lage           | 17. oder 18. Jahrhundert | Putzfachwerkbau, teilweise verkleidet, wohl aus dem 17. oder 18. Jahrhundert, heutiges Erscheinungsbild aus der Mitte des 19. Jahrhunderts | BW              |